# Torre Civica (Fiume)
La torre civica (Gradski toranj in croato) è un edificio d'origine medioevale che si affaccia sul Corso, la principale arteria del centro storico della città croata di Fiume. Più volte modificata nel corso dei secoli, è uno dei principali simboli della città adriatica.

## Storia
La costruzione della torre risale al medioevo, quando fungeva da porta d'accesso alla città fortificata di Fiume.
Nel 1719 furono collocati gli altorilievi, opere dello scultore Antonio Michelazzi, con le effigi degli imperatori Leopoldo I e Carlo VI. Dopo il terremoto del 1750 che aveva arrecato gravi danni alla città, la torre fu sottoposta ad una serie di interventi di restauro e consolidamento.
Il 1º luglio 1784 fu collocato sulla cuspide della torre un'aquila in altorilievo, opera dello scultore Ludovico Ruppani. In quello stesso anno furono installati quattro orologi, uno per ogni lato della torre, poi sostituiti con quelli attuali nel 1873.
Nel 1890 fu ultimata la cupola che sormonta l'edificio su progetto dell'ingegnere comunale Bazarig. Nel 1906 l'aquila di Ruppani fu posta in un museo e sostituita con una bicipite, realizzata nella fonderia di Matteo Skull. Dopo la prima guerra mondiale gli arditi di Gabriele D'Annunzio tagliarono una delle teste dell'aquila in quanto reminiscenza della monarchia asburgica. Nel 1949, quando Fiume era già stata ceduta alla Jugoslavia, la scultura venne smantellata dalla cuspide della torre.
Il 19 aprile 2017, nell'ambito delle iniziative per Fiume capitale europea della cultura 2020, è stata ricollocata sulla torre una copia dell'aquila bicipite originale.

## Descrizione
Sopra il portale d'accesso alla città vecchia si trova un altorilievo in pietra con lo stemma imperiale asburgico sormontato dalle effigi degli imperatori Leopoldo I e Carlo VI. Sotto l'orologio, sulla facciata, vi un altorilievo dello stemma cittadino.